# Hépatologie

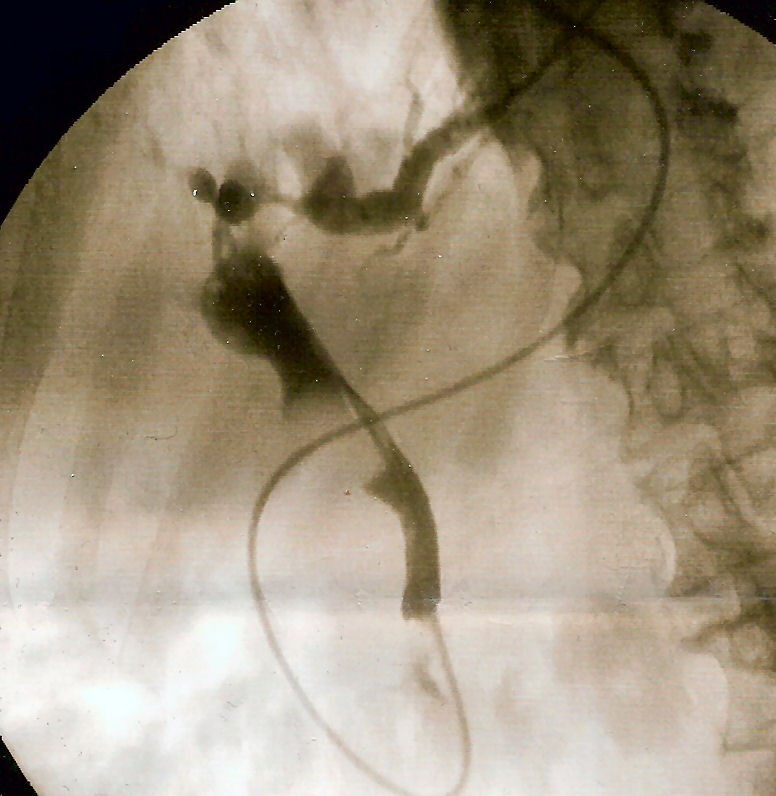
Image fluoroscopique de la voie biliaire commune.

L'hépatologie est la branche de la médecine qui s'intéresse aux maladies hépatobiliaires, c'est-à-dire aux maladies du foie (hepar) et des voies biliaires et de la rate (Cf. hypersplénisme ou autres maladies de la rate liées au foie). Ces maladies peuvent avoir de nombreuses causes, infectieuse, tumorale, métabolique... ou être plurifactorielles. Le foie étant le principal organe de détoxication de l'organisme, toute dégradation importante de ses fonctions peut être associées à d'autres troubles graves de la santé (dysfonction rénale, troubles neurologiques induits, par une encéphalopathie hépatique par exemple). 
Le spécialiste se nomme l'« hépatologue » ; il aide à poser un diagnostic, préciser le cas échéant l'étiologie de la maladie et à proposer les soins nécessaires.
Il peut être  gastro-entérologue ou éventuellement spécialisé dans la chirurgie et l'anesthésie du foie et des organes associés. 

## Diagnostic
Il est posé à partir de la recherche de symptômes et signes de lésions (nodulaires ou diffuses) du foie ou d'autres maladies hépatiques, qui passe par l'interrogatoire du patient, de l'auscultation/palpation, de l'examen des bilans urinaires ou sanguins de divers test ou moyens d'investigation (de l'échographie au scanner en passant par la radiographie ou la biopsie).

## Maladies traitées
Les pathologies rencontrées dans cette discipline sont dites « hépathopathies » ; elles sont nombreuses, du fait de la diversité et de l'importance des fonctions hépatiques :
- cirrhose (qui peut aussi induire une dysfonction rénale ;
- infections virales du foie (ex : hépatite)
- maladies immunitaires du foie (dont génétiques et héréditaires)
- maladies métaboliques (ex : glycogénoses et les lipidoses)
- tumeurs, cancer du foie (et/ou tumeurs et cancers des voies biliaires) ;
- insuffisance hépatique (chroniques, fulminante ou subfulminante) ;
- intoxications (Intoxication alimentaires, bactériennes (par les cyanobactéries), empoisonnement par des métaux ou métalloïdes, pesticides, chimiques ou médicaments hépatotoxiques...), sources de lésions du foie ;
- parasitoses (ex : douve du foie, échinococcose alvéolaire ;
- maladies kystiques non parasitaires ;
- crise de foie ;
- Hypertension portale ;
- alcoolisme ;
- Stéatose hépatique non alcoolique ;
- malformations congénitales ou anomalies vasculaires du foie…

Approche holistique et systémique. Le foie fait partie d'un système qui est l'organisme. Il peut aussi réagir à des maladies extra-hépatiques, qui doivent alors être repérées grâce au diagnostic différentiel et traitées lorsque cela est possible ou encore possible. De même les maladies du foie ont des répercussions sur de nombreux organes extra-hépatiques que l'hépatologue doit aussi prendre en considération.
Cas particuliers : il existe une « hépatologie pédiatrique » qui cherche à répondre aux spécificités et vulnérabilités du nourrisson, du jeune enfant (allaité ou non), l'enfant et de l'adolescent. De même existe-t-il des précautions particulières à prendre pour la femme enceinte et en médecine du travail pour des travailleurs exposés et/ou particulièrement vulnérables à certaines toxines ou maladies hépatiques. Il existe aussi des « Hépatopathies du sujet âgé ».

## Traitements
Il peut s'envisager sur un plan clinique et/ou chirurgical. Des médicaments ciblent certaines pathologies ou par exemple l'immunosuppression sélective hépatique

Certaines hépatopathies nécessitent une transplantation hépatique.

## Histoire de l'hépatologie
Elle remonte à l'antiquité, voire à la préhistoire. 
La bile et le foie sont fréquemment évoquées par les médecins de l'antiquité comme facteurs impliqués dans de nombreuses maladies ou états psychologiques. La pharmacopée traditionnelle y répondait par une grande quantité de plantes soignant le foie.
Puis à partir de l'époque des lumières, des médecins comme Antoine Portal, le médecin du roi (1742-1832) s'intéressent à l'anatomie et aux fonctions et pathologies du foie , et avec le développement de la chirurgie (militaire notamment) et de nouveaux moyens d'investigation, d'étude et de traitement, l'hépatologie est devenue une discipline à part entière de la médecine ,,,. Plus récemment (1964), on s'est par exemple intéressé au rôle des enzymes sériques puis on a appris à faire des cultures de tissus (sains ou cancéreux) et utiliser l'expérimentation animale, puis (années 1990-2000) aux « marqueurs des maladies du foie et des voies biliaires » Johanet, C., & Ballot, E. (2004). Acquisitions récentes dans les marqueurs des maladies du foie et des voies biliaires. Rev Fr Lab, 361, 29-33 ainsi qu'aux effets (effets en cascade éventuellement) des maladies du foie sur d'autres organes, dont le cœur et les poumons.
Dans la francophonie, les médecins ont organisé un "Groupe francophone d'hépatologie" (GFHGNP) qui publie des études et recommandations en lien avec le diagnostic, les soins et traitements des affections du foie,,.